# Hit That
«Hit That» es una canción de The Offspring. Fue el primer sencillo del disco Splinter lanzado  en diciembre de 2003 en los Estados Unidos y Australia, y en enero de 2004 en el Reino Unido. La canción logró un gran éxito, alcanzando el primer puesto en Estados Unidos y el Top 20 en Reino Unido y Australia. Es la primera canción en la que The Offspring introdujeron sintetizadores para una grabación.

## Listado de canciones
1. «Hit That» (2:48)
2. «Da Hui» (1:32)
3. «Hit That» (USC Marching Band)

## Posiciones en lista
| Año  | Listas                              | Posición |
| ---- | ----------------------------------- | -------- |
| 2003 | The Billboard Hot 100               | N.º 64   |
| 2003 | UK Singles Chart                    | N.º 11   |
| 2003 | Official Austrialian Singles Charts | N.º 13   |
| 2003 | Modern Rock Tracks (USA)            | N.º 1    |
| 2003 | Mainstream Rock Tracks (USA)        | N.º 6    |